# محسن دزه ئي
محسن محمد أمين دزه ئي (بالكردية: موحسین دزەیی)‏ هو سياسي عراقي كردي.
ينتمي لقبيلة دزه ئي الكردية التي موطنها في ناحية قوشتبة في قضاء مخمور.
كان ضمن اللجان الكردية المفاوضة للحكومة العراقية فترة وزارة عبد الرحمن البزاز (1965-1966) وكذلك بعد سنة 1968 وما بعدها.
شغل منصب وزير إعمار الشمال في حكومة عبد الرزاق النايف بعد ثورة 17 تموز 1968 حتى نهاية سنة 1969. كما شغل منصب وزير الأشغال العامة والإسكان في آب 1973 حتى 11 تشرين الثاني 1974. التحق بعدها بالحركة الكردية المسلحة. وفي عام 1975، ترأس وفدا كرديا إلى لبنان والأردن.
يعد من المقربين من مسعود بارزاني وشغل منصب الممثل الشخصي له، وكان من المشاركين في مؤتمر المعارضة العراقية في لندن في كانون الأول 2002.

## طالع كذلك
أولاده:
- سفين محسن دزه ئي
- بارزان محسن دزه ئي
- شيروان محسن دزه ئي